# El Ganso
El Ganso est une localité de la commune espagnole (municipio) de Brazuelo, dans la comarque de La Maragatería, province de León, communauté autonome de Castille-et-León, au nord-ouest de l'Espagne.
Cette localité est une halte sur le Camino francés du Pèlerinage de Saint-Jacques-de-Compostelle.

## Histoire

### Étymologie
Le nom de ce village aurait pour origine le mot Cassum qui est attesté au Moyen Âge par un document daté du 13 septembre 1156 dans lequel Juan Gotez et son épouse Gelvira Alvitis remettent au monastère de San Pedro de Montes (es), une terre qu'ils possèdent à Turienzo, sur la route de Rabanales, en un lieu nommé Cassum
Le nom actuel du village est attesté deux siècles plus tard, le 28 juin 1350, dans l'acte d'une donation effectuée par Bartolom‚ Martinez, chantre de la cathédrale d'Astorga.
Plus tard, l'étymologie populaire suggéra d'autres origines pour ce nom qui signifie « oie » ou « jars ». Une première
explication prétend que « c'était ici qu'étaient gardées les oies de madame la marquise » (era allí donde se guardaban los patos de la Sra. Marquesa). Une autre interprétation, plus érudite et métaphorique, mais tout aussi subjective, prétend que El Ganso est une case du grand jeu de l'oie que constitue le Pèlerinage de Compostelle,.

## Démographie
| 1900 |  | 2010 |
| ---- |  | ---- |
| 204  |  | 36   |

## Culture et patrimoine

### Pèlerinage de Compostelle
Par le Camino francés du Pèlerinage de Saint-Jacques-de-Compostelle, le chemin vient de la localité de Santa Catalina de Somoza dans le municipio d'Astorga.
La prochaine halte est la localité de Rabanal del Camino, dans le municipio de Santa Colomba de Somoza, vers le nord-nord-ouest, en passant par le Puente de Panola sur le río de Rabanal et par Benito Cristo de la Vera Cruz.

### Monuments religieux
Église de Santiago